# Julius Landesberger von Antburg

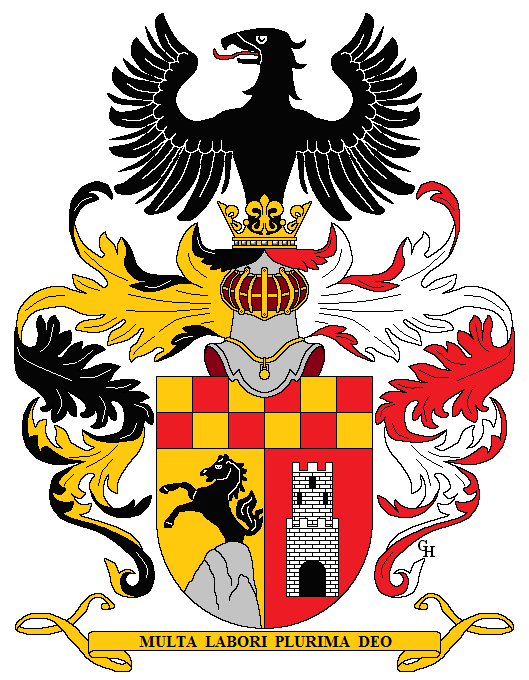
Wappen Landesberger von Antburg, verliehen anlässlich der Erhebung in den Adelsstand 1916.

Julius Gustav Landesberger, seit 1916 Landesberger von Antburg (geboren am 4. März 1865 in Lemberg, Königreich Galizien und Lodomerien; gestorben am 21. Juni 1920 in Wien) war ein österreichischer Rechts- und Wirtschaftswissenschaftler.

## Leben

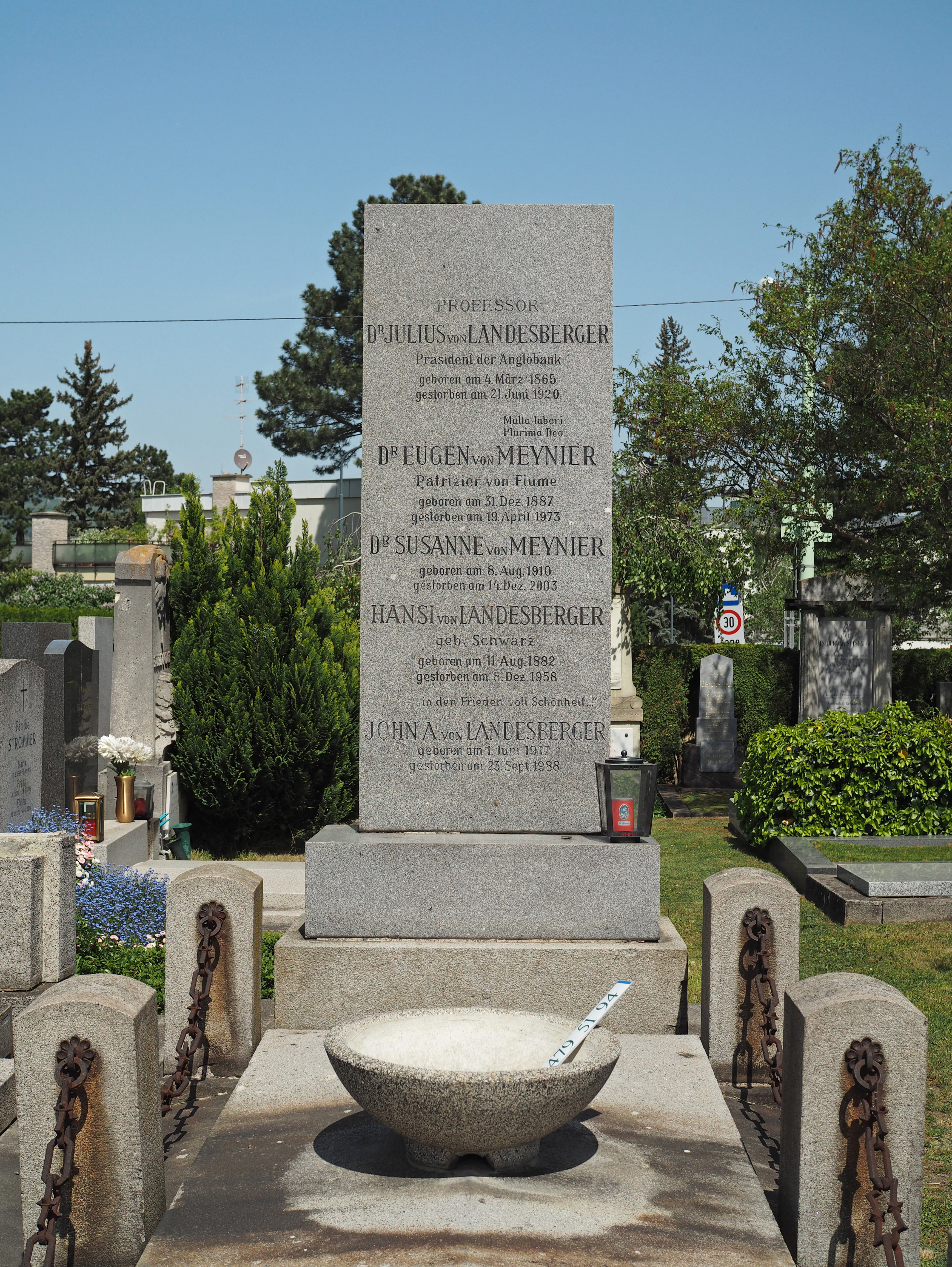
Grabstätte von Julius Landesberger von Antburg auf dem Döblinger Friedhof

Julius Gustav Landesberger war der Sohn von Max Landesberger (1829–1892) und von Rosalie geb. Rappaport (1837–1898). Er studierte an der Wiener Universität Rechtswissenschaft und promovierte dort mit Auszeichnung 1889. 1894 verließ er die jüdische Gemeinde. Er habilitierte sich 1895 für politische Ökonomie. Landesberger gehörte der Österreichischen Schule an und war ein Schüler von Carl Menger. 1902 verlieh ihm die Universität Wien den Titel eines außerordentlichen Professors für politische Ökonomie. Von 1906 bis zu seinem Tod war er Generalrat der Anglo-Österreichischen Bank. Er war auch Vizepräsident der Österreichischen Immobilienbank und der Bodenkreditbank. 1919 nahm er als Mitglied der österreichischen Vertretung an den Friedensverhandlungen teil. Er wurde auf dem Döblinger Friedhof beerdigt.
Landesberger prägte 1902 in seinem Vortrag Welche Maßregeln empfehlen sich für die rechtliche Behandlung der Industrie-Kartelle? den Begriff Konzern.
Julius Landesberger hatte drei Brüder: Heinrich Landsberger (1859–1912), Siegfried Landesberger (1862–1921) und Rudolf Landesberger. Er war in erster Ehe mit Johanna Hansi, geb. Schwarz verheiratet und in zweiter Ehe (1895) mit Else Theresa Traumann, geb. Stoerk (1869–1945). Seine Kinder waren Lilly (geb. 1895), Felice Gerty (Gertrude) (1897–1989), Hedwig (geb. 1906), Hans Anton und Susanne (geb. 1910).
Von Karl Kraus wurde der Bankier als Präsident Landesberger von der Anglobank in Die letzten Tage der Menschheit literarisch verewigt. Auch im Tagebuch von Arthur Schnitzler wird Landesberger, der sich mit seiner Familie im Umfeld des Schriftstellers bewegte, mehrfach genannt.

## Ehrungen
Am 27. April 1916 wurde Julius Landesberger für seine Verdienste um die Sanierung der Franz-Josef-Bahn durch Kaiser Franz Joseph in den erblichen österreichischen Adelsstand erhoben, erhielt das Prädikat „von Antburg“ und ein Wappen. Die Ausfertigung des entsprechenden Verleihungsdiploms erfolgte zu Wien, den 7. Juli 1916.

## Werke
- Ueber die geschichtliche Entwicklung des Rechtsstaates. Dissertations-Rede, gehalten an der k. k. Universität zu Wien anläßlich seiner Promotion sub auspiciis Imperatoris. Manz, Wien 1889.
- Währungssystem und Relation. Beiträge zur Währungsreform in Oesterreich-Ungarn. Manz, Wien 1891 (Digitalisat, MDZ-Reader).
- Ueber die Goldprämien-Politik der Zettelbanken. Denkschrift erstattet zur Valuta-Reform in Oesterreich-Ungarn. Manz, Wien 1892.
- The German Silver Commission. In: The Economic Journal. The journal of the Royal Economic Society. 5. Jg. 1895, ISSN 1468-0297, S. 95–109.
- Die Bedeutung der Handelsbilanz. Wien 1896 (aus: Gutachten über die Fortführung der Valuta-Reform in Österreich).
- Der österreichische Cartellgesetzentwurf. Hölder, Wien 1897 (Separat-Abdruck aus der Zeitschrift für das Privat- und öffentliche Recht der Gegenwart).
- Der Gesetzentwurf betreffend den Schutz gegen unlauteren Wettbewerb. Referat erstattet in der „Gesellschaft österreichischer Volkswirte“ am 16. März 1902. Wien 1902 (Separat-Abdruck aus der Volkswirtschaftlichen Wochenschrift).
- Welche Maßregeln empfehlen sich für die rechtliche Behandlung der Industrie-Kartelle? Gutachten erstattet von Julius Landesberger. Mohr, Tübingen 1902, S. 295–388 (aus: Verhandlungen des 26. Deutschen Juristentages 2).
- Die inakzeptable Tratte und das Recht auf Deckung. Vernay, Wien 1911.
- „Unsere Handels- und Zahlungsbilanz“. Vortrag gehalten in der 54. Monatsversammlung des Industriellen Klub am 14. Dezember 1911.  Selbstverlag des „Industriellen Klub“, Wein 1912.
- Zur Reform des österreichischen Aktienrechtes. In: Festgabe der Deutschen Juristen-Zeitung zum 31. Deutschen Juristentage in Wien. Otto Liebmann, Berlin 1912 (Digitalisat, Internet Archive).
- Der Krieg und die Volkswirtschaft. Vorträge gehalten von Wiener Universitätslehrern auf Veranlassung des Ausschusses für Volkstümliche Universitätskurse (= Zur Zeit- und Weltlage. Bd. 4). Ed. Hötzel, Wien 1915 (Digitalisat, Internet Archive).
- Das Geld- und Kreditwesen Österreich-Ungarns im Kriege. In: Weltwirtschaftliches Archiv. Mohr, Tübingen 1915, S. 422–439 (Digitalisat, DigiZeitschriften).